# Vinnie Vincent
Vincent John Cusano (Bridgeport, Connecticut, 6 d'agost de 1952), més conegut com a Vinnie Vincent, és un guitarrista i compositor estatunidenc més famós per la seva composició breu a la banda de Kiss. Vincent va ser el guitarrista en l'àlbum Creatures of the night i, posteriorment, va estar de gira amb Kiss, el seu personatge en el maquillatge va ser el "Ankh Warrior", creat per Paul Stanley. Vincent va ser deixat en llibertat immediatament després de la gira, però va ser cridat de nou per a l'any 1983, per gravar l'àlbum Lick It Up, abans de ser acomiadat de nou de la banda pel comportament poc ètic. Més tard va actuar com a solista i amb la seva pròpia banda, Vinnie Vincent Invasion. També va col·laborar amb notables grups de rock com són Scorpions i Whitelion.
Des de mitjans de la dècada de 1990, Vinnie Vincent ha estat poques vegades vist en públic. L'última foto coneguda de Vincent va ser presa a partir del 2003. Nombroses entrevistes s'han realitzat amb els seus excompanys de banda VVI des de la dècada de 2000 amb una mica de ser tan recent com a principis de 2010 i tots no tenien ni idea d'on Vinnie Vincent és o habia estat durant l'última dècada, i cap habia parlat amb Vinnie des de finals dels 90. Però el 2014 va tornar a la vida pública i musical a lAtlanta Kiss Expo.

## Primers anys de vida
Vincent John Cusano va néixer a Bridgeport, Connecticut, fill de Theresa "Terri" (Ferraro) i Alfonso Cusano, músics. Els seus dos pares eren d'ascendència italiana. Va agafar la guitarra a una edat primerenca i es va inspirar en el bluegrass i el rock and roll. La primera introducció de Cusano a treballar amb artistes de renom internacional va ser treballar amb Felix Cavaliere (sobretot conegut per The Rascals i el seu èxit "Good Lovin' ⁠") com a part de la banda "Treasure". Això va donar com a resultat que un àlbum del mateix nom es va publicar a "Epic Records" el 1977. Va ser gravat a la ciutat de Nova York als estudis de gravació "Sound Ideas" El 1980, Vincent es va traslladar a Los Angeles, Califòrnia, on es va convertir en compositor de cançons per al grup. sèries de televisió Happy Days i Joanie Loves Chachi. Moltes de les cançons de la sèrie es van escriure a la guitarra acústica de Vincent mentre estava assegut a la taula de la cuina dels Cunningham al plató de "Happy Days", durant el temps lliure de l'horari d'assaig del programa. Vincent ha dit que els temps de treballar al terreny Paramount eren realment "dies feliços". Segons el lloc "Kiss Related Recordings", Vincent va tocar amb Dan Hartman, així com amb les bandes Hunter, Warrior, Hitchhikers i Heat des de l'any 1970.

## Carrera
Després de ser presentat a la banda pel compositor Adam Mitchell, Vincent va ser incorporat com a substitut del guitarrista Ace Frehley. La personalitat de Vincent va encaixar bé amb Gene Simmons i Paul Stanley, la qual cosa li va permetre tocar la guitarra solista en sis dels nou temes de l'àlbum Creatures of the Night, així com co-escriuren tres. Després d'una gira decebedora Creatures of the Night/Tenth Anniversary, que va acabar a l'altura en el que va acabar sent el "últim" espectacle de maquillatge (i la major assistència de públic de Kiss) a l'estadi Maracanã, Rio de Janeiro, Brasil, Vincent va tornar a l'estudi amb Kiss per gravar l'àlbum Lick It Up. El seu treball va ser productiu, i va obtenir vuit co-escrits de les deu cançons de l'àlbum (un rècord per a qualsevol membre fins als nou de Bruce Kulick a Carnival of Souls i els deu de Stanley a Monster).
Tot i que va contribuir a Creatures of the Night com a intèrpret de sessió abans de ser nomenat com a substitut de Frehley el desembre de 1982, Vincent, per tot el que sabia el públic, era el guitarrista oficial de Kiss i va tocar tots els temes de la guitarra principal de Lick it Up. En el que va ser freqüent per a l'antic guitarrista Frehley, es va demanar a un "reproductor fantasma" que toqués a l'àlbum, amb Rick Derringer gravant el solo a la pista d'obertura.
Tot i que Vincent va actuar bé en directe amb Kiss, es va negar a signar un contracte de treball que va tensar la relació amb Simmons/Stanley. Això va sorgir a causa de les disputes sobre el seu paper a la banda i la seva paga (alguns informes indicaven que Vincent havia demanat, i se li va negar rotundament, un percentatge dels beneficis bruts de la banda). En conseqüència, Vincent mai es va convertir formalment en membre de la banda. Això finalment el va portar a marxar després de la etapa nord-americana de la gira "Lick It Up". Va ser substituït per Mark St. John. Tot i separar-se en mals termes, Kiss va utilitzar més tard Vincent com a compositor a l'àlbum "Revenge" de 1992, contribuint a les cançons "Unholy", "Heart Of Chrome" i "I Just Wanna". Vincent va tornar a caure en desgràcia amb Simmons i Stanley, ja que van afirmar que Vincent va tornar a començar a "fer tot tipus de demandes boges i tirar el mateix tipus de coses boges una altra vegada".

## Vinnie Vincent Invasion
Després de la seva sortida de Kiss a mitjans de 1984, Vincent va utilitzar els diners que va guanyar amb la seva permanencia a la banda per prendre unes llargues vacances i va viatjar pel món durant un any sencer visitant llocs com Tahití, Filipines, Moçambic, l'Índia i Europa, incloent-hi una visita a la petita ciutat de Mora a Dalarna, Suècia. Després va formar la banda Vinnie Vincent Invasion amb, entre d'altres, l'antic cantant de Journey Robert Fleischman a mitjans dels anys 80 i va publicar dos àlbums d'estudi: Vinnie Vincent Invasion el 1986 i All Systems Go el 1988. La banda es va separar el 1989. Després d'això, el cantant de la banda Mark Slaughter i la baixista Dana Strum van formar Slaughter.

## Carrera posterior
El 1996, Vincent va llançar un EP en solitari de les sessions d'estudi que va fer el 1990 (alguns diuen que 1989–91), anomenat Euphoria, una vegada més amb Robert Fleischman a la veu. Vincent, a més de tocar totes les guitarres, tocava el baix i feia la programació de la bateria sota el pretext de "V. Meister". Andre LaBelle va proporcionar pistes de bateria al CD, però van ser substituïdes per la programació de bateria de Vincent. LaBelle es pot escoltar en diversos temes del CD bootleg Guitarmaggedon/Guitars from Hell que inclou cinc cançons més que l'EP Euphoria.
SplitScreen Entertainment va publicar un àlbum d'homenatge titulat Kiss My Ankh: A Tribute To Vinnie Vincent el 27 d'agost de 2008. L'àlbum consta de nous enregistraments de cançons de les carreres de Vincent amb Kiss i Vinnie Vincent Invasion. Els artistes destacats inclouen Steve Brown de Trixter, Troy Patrick Farrell de White Lion, T.J. Racer de Nitro, Mike Weeks de la banda de Robert Fleischman, Sheldon Tarsha d'Adler's Appetite, Chris Caffery de Savatage i Trans-Siberian Orchestra, Ryan Roxie de la banda d'Alice Cooper i el còmic de rock and roll C.C. Banana, que interpreta una paròdia de la cançó de Kiss "Unholy" (reescrita com un rostit del vocalista de Danger Danger Ted Poley).

## Aparicions el 2018-2019
Després de 22 anys d'estar fora del radar, Vinnie Vincent va acceptar presentar-se a lAtlanta Kiss Expo del 2018 al gener. Vincent va complir amb el seu compromís i va aparèixer a l'exposició exhaurit. Va dir que considera a la família Gene Simmons i Paul Stanley, i no els desitja res més que el millor. Després d'alguns intercanvis de correu electrònic amb Gene Simmons, Vincent va acceptar aparèixer amb Simmons a l'escenari l'abril de 2018, que va ser la primera vegada que es coneixien en persona en més de dues dècades. També va concedir una entrevista exclusiva a Eddie Trunk per a la cadena Sirius XM, que va ser la seva primera en més de dues dècades, i va fer múltiples sessions de preguntes i respostes amb els fans.
El 16 de febrer de 2018, es va anunciar a través de Facebook que Vinnie apareixeria a la convenció Days of the Dead a Charlotte, Carolina del Nord, el maig de 2018.
El primer concert de Vinnie Vincent en 30 anys estava programat per al 7 de desembre de 2018 a Graceland, a Memphis, Tennessee. Tanmateix, aquests espectacles es van ajornar fins al 8 al 9 de febrer de 2019 a Nashville, abans de ser cancel·lats.
Vincent va anunciar llavors un altre espectacle a Nashville anomenat "Speedball Jamm", que estava programat per al 7 de juny de 2019. Aquest espectacle també va ser finalment cancel·lat.
Dos mesos més tard, Vincent va organitzar l'aniversari de Vinnie Vincent's Birthday Bash el 10 d'agost a Nashville, TN, seguit del Merry Metal Christmas de Vinnie Vincent del 14 al 15 de desembre de 2019.

## Vida personal
Vincent estava casat amb AnnMarie Peters i va tenir dues filles bessones amb ella. AnnMarie va ser assassinada el 1998, després que ella i Vincent es divorciessin. El 1996, Vincent es va casar amb la seva segona dona, Diane Kero. Els dos van residir a Smyrna, Tennessee fins a la seva mort el 13 de gener de 2014. Diane va morir per complicacions a causa de l'alcoholisme.